# Alexander Salkind
Alexander Salkind (Cidade Livre de Danzig, 2 de junho de 1921 — 8 de março de 1997) foi um produtor de cinema, produtor de filmes e produtor executivo. E considerado um dos segundos de três gerações de produtores de filmes internacionais de sucesso.
Salkind nasceu em Cidade Livre de Danzig, aos pais de origem russa (Maria e Miguel Salkind). Sua família se mudou para a França, onde seu pai trabalhou como produtor de cinema. Seguindo os passos de seu pai, ele produziu filmes franceses e outros na Europa e também em Hollywood.
Em 1985, a DC Comics foi um dos homenageados na publicação do 50º no aniversário da empresa Fifty Who Made DC Great por seu trabalho na franquia de filmes do Superman. Alexander Salkind morreu na cidade de Neuilly-sur-Seine em 1997 e foi enterrado no Cimetière parisien de Bagneux, no subúrbio Montrouge.
O filho de Alexander, Ilya Salkind, é também um produtor de cinema.